# Тихомирово
Тихоми́рово (болг. Тихомирово) — село в Старозагорській області Болгарії. Входить до складу общини Раднево.

## Населення
За даними перепису населення 2011 року у селі проживали 144 особи, з них 113 осіб (98,3%) — болгари.
Розподіл населення за віком у 2011 році:
Динаміка населення: